# Leones de Santo Domingo
Los Leones de Santo Domingo es un equipo profesional de baloncesto de la República Dominicana con sede en Santo Domingo. Compite en la Liga Nacional de Baloncesto y juegan sus partidos como local en el Club Mauricio Báez.
El equipo cuenta con cuatro campeonato nacional, obtenidos en las temporadas de 2011, 2016, 2021 y 2022 al derrotar a los Cocolos de San Pedro de Macorís 4-2, a los Metros de Santiago 4-3, a los Titanes del Distrito Nacional 4-2, y a los Indios de San Francisco de Macorís 4-3 respectivamente. Además de los campeonatos nacionales, los Leones han sido subcampeón de la liga en dos ocasiones en 2005 y 2007.

## Historia
El equipo comenzó su participación en la Liga Dominicana de Baloncesto (Lidoba) (actual Liga Nacional de Baloncesto) en 2005, en la primera temporada de la liga. En 2009 después de varios cambios en la fecha inicial de torneo de 2009, la liga anunció que no se llevaría a cabo el campeonato de ese año por varios problemas que provocaron esos cambios de fechas. Después del reseco de 2009, la liga Lidoba pasó a ser nombrada como la Liga Nacional de Baloncesto. Luego del renacimiento de la liga, el equipo cambió de propietarios siendo estos los mismos propietarios del club de béisbol de los Leones del Escogido, ya con nuevos propietarios el equipo fue renombrado con el nombre de los Leones de Santo Domingo.

## Trayectoria
| Año                            | Circuito                                   | Posición                                   | G                                          | P                                          | %                                          | Playoffs                                                         | Resultado                                                         |
| ------------------------------ | ------------------------------------------ | ------------------------------------------ | ------------------------------------------ | ------------------------------------------ | ------------------------------------------ | ---------------------------------------------------------------- | ----------------------------------------------------------------- |
| Panteras del Distrito Nacional |                                            |                                            |                                            |                                            |                                            |                                                                  |                                                                   |
| 2005                           | —                                          | 1º                                         | 13                                         | 8                                          | .619                                       | Gana la Semifinal Pierde la Serie Final                          | Panteras 3, Marineros 1 Reales 4, Panteras 2                      |
| 2006                           | Sur                                        | 3º                                         | 12                                         | 11                                         | .522                                       | Pierde la Primera ronda                                          | Cañeros 2, Panteras 1                                             |
| 2007                           | Sur                                        | 1º                                         | 15                                         | 6                                          | .714                                       | Gana la Semifinal Pierde la Serie Final                          | Panteras 3, Cocolos 0 Metros 4, Panteras 2                        |
| 2008                           | Sur                                        | 3º                                         | 7                                          | 12                                         | .368                                       | Gana la Primera ronda Pierde la Semifinal                        | Panteras 2, Cocolos 0 Constituyentes 3, Panteras 1                |
| 2009                           | No hubo torneo                             | No hubo torneo                             | No hubo torneo                             | No hubo torneo                             | No hubo torneo                             | No hubo torneo                                                   | No hubo torneo                                                    |
| Leones del Santo Domingo       |                                            |                                            |                                            |                                            |                                            |                                                                  |                                                                   |
| 2010                           | Sureste                                    | 4º                                         | 3                                          | 6                                          | .333                                       | —                                                                | —                                                                 |
| 2011                           | Sureste                                    | 2º                                         | 13                                         | 7                                          | .650                                       | Gana la Semifinal Gana la Serie Final                            | Leones 3, Reales 1 Leones 4, Cocolos 2                            |
| 2012                           | Sureste                                    | 3º                                         | 8                                          | 12                                         | .400                                       | —                                                                | —                                                                 |
| 2013                           | Sureste                                    | 3º                                         | 9                                          | 12                                         | .429                                       | —                                                                | —                                                                 |
| 2014                           | Sureste                                    | 2º                                         | 13                                         | 7                                          | .650                                       | Pierde la Semifinal                                              | Titanes 3, Leones 1                                               |
| 2015                           | Sureste                                    | 3º                                         | 10                                         | 10                                         | .500                                       | —                                                                | —                                                                 |
| 2016                           | Sureste                                    | 1º                                         | 12                                         | 8                                          | .600                                       | Gana la Semifinal Gana la Serie Final                            | 6-0 en el Round Robin Leones 4, Metros 3                          |
| 2017                           | Sureste                                    | 2º                                         | 9                                          | 11                                         | .450                                       | Gana la Semifinal Pierde la Serie Final                          | 5-3 en el Round Robin Metros 4, Leones 1                          |
| 2018                           | Sureste                                    | 2º                                         | 10                                         | 9                                          | .526                                       | Pierde la Semifinal                                              | Cañeros 3, Leones 0                                               |
| 2019                           | —                                          | 6º                                         | 6                                          | 9                                          | .400                                       | —                                                                | —                                                                 |
| 2020                           | No hubo torneo por la pandemia de COVID-19 | No hubo torneo por la pandemia de COVID-19 | No hubo torneo por la pandemia de COVID-19 | No hubo torneo por la pandemia de COVID-19 | No hubo torneo por la pandemia de COVID-19 | No hubo torneo por la pandemia de COVID-19                       | No hubo torneo por la pandemia de COVID-19                        |
| 2021                           | —                                          | 4º                                         | 8                                          | 6                                          | .571                                       | Gana la Semifinal Gana la Serie Final                            | Leones 3, Metros 0 Leones 4, Titanes 2                            |
| 2022                           | —                                          | 3º                                         | 8                                          | 6                                          | .571                                       | Clasifica en primera ronda Gana la Semifinal Gana la Serie Final | 3-2 en fase de eliminación Leones 3, Titanes 1 Leones 4, Indios 3 |
| 2023                           | —                                          | 2º                                         | 9                                          | 5                                          | .643                                       | Clasifica en primera ronda Pierde la Semifinal                   | 4-6 en fase de eliminación Reales 3, Leones 2                     |
| 2024                           | —                                          | 7º                                         | 3                                          | 11                                         | .214                                       | —                                                                | —                                                                 |
| 2025                           | —                                          | 3º                                         | 8                                          | 6                                          | .571                                       | Clasifica en primera ronda Pierde la Semifinal                   | 5-5 en fase de eliminación Titanes del Sur 3, Leones 0            |
| Totales                        | Totales                                    | Totales                                    | 176                                        | 162                                        | .521                                       |                                                                  |                                                                   |
| Playoffs                       | Playoffs                                   | Playoffs                                   | 66                                         | 58                                         | .532                                       | 4 Campeonatos                                                    | 4 Campeonatos                                                     |